# Mother Russia
Mother Russia (hrv. Majka Rusija) je jedini studijski album grupe Nikolaj koju su činili bivši pjevač Gorky Parka Nikolaj Noskov i gitarist Dmitrij Četvergov. Na albumu se nalazi 13 skladbi.

## Popis pjesama
Glazba: Nikolaj Noskov
| Br. | Skladba           | Trajanje |
| --- | ----------------- | -------- |
| 1.  | »Best of Best«    | 4:20     |
| 2.  | »Hope Dies Last«  | 5:20     |
| 3.  | »Power of Beauty« | 4:51     |
| 4.  | »High of Love«    | 4:05     |
| 5.  | »Mother Russia«   | 5:03     |
| 6.  | »Romans«          | 4:15     |
| 7.  | »Reckless«        | 3:45     |
| 8.  | »Mercy«           | 5:08     |
| 9.  | »Limit of Love«   | 3:50     |
| 10. | »Hold the Line«   | 3:58     |
| 11. | »Dark Horse«      | 3:15     |
| 12. | »Miracle«         | 4:48     |
| 13. | »Wintry Evening«  | 3:20     |

## Zasluge
- Bas gitara, aranžman — Dmitrij Četvergov
- Vokali — Nikolaj Noskov